# Alma (Wisconsin)
Alma es una ciudad ubicada en el condado de Buffalo en el estado estadounidense de Wisconsin. En el Censo de 2010 tenía una población de 781 habitantes y una densidad poblacional de 38,14 personas por km².

## Geografía
Alma se encuentra ubicada en las coordenadas 44°20′7″N 91°54′58″O / 44.33528, -91.91611. Según la Oficina del Censo de los Estados Unidos, Alma tiene una superficie total de 20.48 km², de la cual 13.64 km² corresponden a tierra firme y (33.41%) 6.84 km² es agua.

## Demografía
Según el censo de 2010, había 781 personas residiendo en Alma. La densidad de población era de 38,14 hab./km². De los 781 habitantes, Alma estaba compuesto por el 98.46% blancos, el 0.13% eran afroamericanos, el 0.38% eran amerindios, el 0.13% eran asiáticos, el 0% eran isleños del Pacífico, el 0% eran de otras razas y el 0.9% pertenecían a dos o más razas. Del total de la población el 0.64% eran hispanos o latinos de cualquier raza.